# Berkin Usta
Berkin Usta (Bursa, 29 de mayo de 2000-Ulu Dag, 27 de marzo de 2025) fue un esquiador turco especialista en esquí alpino.

## Carrera
Era parte del equipo 16 Sports Club de su ciudad. Su primera participación internacional se dio en el Festival Olímpico de la Juventud Europea de 2017 donde compitió en el evento de eslalon gigante.
A nivel de Juegos Olímpicos de Invierno participó en la edición de Pekín 2022, donde participó en el evento de eslalon gigante en el que terminó en el puesto 43 entre 84 participantes; y en el evento de eslalon no pudo terminar la prueba al caer en la primera carrera.

## Vida personal y muerte
Su padre Yahya también fue esquiador en la modalidad de esquí alpino y también participó a nivel internacional. Usta murió en un incendio en un hotel en la ciudad de Ulu Dag el 27 de marzo de 2025 a los veinticuatro años. Su padre también murió en el incendio.